# Der Kojote wartet
Der Kojote wartet ist der zehnte Kriminalroman in einer Serie von Tony Hillerman. Unter dem Titel Coyote Waits erschien er 1990 in englischer Sprache, deutschsprachig noch im selben Jahr im Goldmann Verlag.

## Kontext
Der Kojote wartet ist ein Ethno-Krimi. Ort der Handlung ist der Nordosten des US-Bundesstaats Arizona und dort die dünn besiedelten Navajo Nation Reservation. Die Kriminalromane der Serie um die beiden Ermittler Joe Leaphorn und Jim Chee, zwei Polizisten der Navajo Tribal Police (Polizei der Navajo Nation Reservation), bauen sich auch um indianische Kultur auf.

## Personen

### Die Polizei
- Officer (Beamter) Jim Chee (Kriegername: „Tiefer Denker“), ein Angehöriger der Navajo (auch: Dinee, „Volk“). Stationiert ist er in der kleinen Siedlung Shiprock. Er hatte die Absicht Hatathali[Anm. 2] zu werden, einer, der rituelle Gesänge beherrscht, die eingesetzt werden, wenn ein Mensch mit sich und seiner Umwelt nicht mehr im Einklang lebt und deshalb erkrankt.
- Captain Largo, Vorgesetzter von Jim Chee, in der regionalen Polizeidienststelle Shiprock.
- Lieutenant (Leutnant) Joe Leaphorn, ein älterer Kollege, ebenfalls Angehöriger der Navajo. Stationiert ist er in Window Rock. Vor einiger Zeit ist seine Frau, Emma, bei einer Operation verstorben. Das lässt ihn manchmal depressiv werden. Er überlegt, sich zur Ablenkung einen Jugendtraum zu erfüllen und nach China zu reisen.
- Delbert Nez ist ebenfalls in Window Rock stationiert. Seine Nachforschungen nach einem Graffiti-„Künstler“, der schwarze Basalt-Felsen mit weißer Farbe vollschmiert, enden tödlich.
- Jay Kennedey ist FBI-Büroleiter in Gallup, NM. Lieutenant Leaphorn hat einen guten Draht zu ihm.
- Theodore Rostik, ebenfalls vom FBI, von der Außenstelle Farmington, ermittelt vor Ort.

### Die anderen
- Janet Pete, Rechtsanwältin, hat ihren Liebhaber und früheren Professor, ebenso wie Washington, D.C. verlassen und ist zurückgekehrt. Sie und Chee versuchen sich wieder einander zu nähern. Janet Pete arbeitet nun beim örtlich zuständigen Federal public defender.[Anm. 3] Dort ist ihr erster Klient Ashie Pinto.
- Ashie Pinto ist Schamane, ein alter Mann mit einem Alkohol-Problem, der sich sehr gut in der Überlieferung und den Mythen der Navajo auskennt. So ist er ein beliebter Interview-Partner für Anthropologen. Ashie Pinto scheint im Suff Delbert Nez erschossen zu haben, weigert sich aber, darüber zu sprechen.
- Louisa Bourebonette, Anthropologie-Professorin, deren neuestem Buch auch Interviews mit Ashie Pinto zugrunde liegen.
- Professor Tagert, Spezialist für die Geschichte des Wilden Westens von der Universität New Mexico ist ebenfalls sehr an Interviews mit Ashie Pinto interessiert. Er ist in einen heftigen Streit mit Kollegen um das Schicksal von Butch Cassidy verwickelt, bei dem er hofft, mit Hilfe des Wissens von Ashie Pinto die Oberhand zu gewinnen.
- Jean Jacobs ist Assistentin von Tagert, weil sie bei ihm promovieren will, kann ihn aber eigentlich nicht ausstehen. Ihr Freund ist
- William Odell Redd, Linguist und Promotionsstudent, knapp bei Kasse, der unter anderem für Tagert die Interviews aus Navajo ins Englische übersetzt.
- Huan Ji, Lehrer an der Shiprock High School mit finsterer Vergangenheit im südvietnamesischen Geheimdienst.
- Taka Ji, Sohn von Huan Ji und Schüler an derselben Schule, an der sein Vater unterrichtet.

## Handlung

### Die Kriminalfälle
Jim Chee und Delbert Nez haben sich an einer Tankstelle verabredet. Delbert Nez teilt Chee kurz vorher über Funk mit, dass er dabei ist, einen Graffiti-Künstler, der Basalt-Felsen mit weißer Farbe vollschmiert, zu verhaften, dafür aber keine Hilfe brauche. Als Albert Nez an der Tankstelle nicht erscheint, sucht Chee ihn. Er findet ihn erschossen in seinem brennenden Dienstwagen. Beim Versuch, ihn aus dem Fahrzeug zu ziehen, erleidet Chee Verbrennungen, kann aber trotzdem noch in unmittelbarer Umgebung des Tatorts den völlig betrunkenen Ashie Pinto festnehmen. Er zweifelt aufgrund einer Reihe von Indizien und Ungereimtheiten allerdings stark an dessen Täterschaft. Chee wird wegen der Verbrennungen krankgeschrieben, ermittelt aber trotzdem, weil er sich schwere Vorwürfe wegen des Todes von Delbert Nez macht.
An Lieutenant Leaphorn tritt die Nichte von Ashie Pinto heran, die zugleich eine entfernte Verwandte seiner verstorbenen Frau, Emma, ist, weil auch sie daran zweifelt, dass Ashie Pinto der Täter ist. In ihrer Begleitung befindet sich die Anthropologie-Professorin Louisa Bourebonette, die ebenfalls an der Täterschaft von Ashie Pinto zweifelt. Er ist einer ihrer Quellen für ihr neuestes Buch. Lieutenant Leaphorn interessiert sich so für den Fall und auch für sie. Er beginnt ebenfalls zu ermitteln.
Nachdem beide eine Zeit lang unabhängig voneinander ermittelt haben, treffen sich ihre Bemühungen im Umfeld von Professor Tagert, von dem sich allerdings herausstellt, dass er verschwunden ist, was in seinem Umfeld aber niemand so recht bedauert. Chee liegt mit seinen Schlussfolgerungen bis zum Ende neben der Wahrheit und blamiert sich damit. Das stört aber Janet Pete gar nicht.

### Nebenhandlungen
Die Liebesgeschichte zwischen Jim Chee und Janet Pete leidet diesmal darunter, dass Pete die Pflichtverteidigerin von Ashie Pinto ist, den Chee verhaftet hat. Zwar zweifelt Chee an Pintos Täterschaft, aber beide wissen nicht so recht, wann sie sich auf dem Feld des Privaten bewegen, wann als Verteidigerin und als Polizist handeln. Zum Schluss kommen sie sich doch näher.
Für Joe Leaphorn bahnt sich eine Beziehung zu Louisa Bourebonette an. Jedenfalls fragt er sie zum Schluss des Romans, ob sie mit ihm eine China-Reise unternehmen möchte.

## Ausgaben

### In Buchform
- Englischsprachige Erstausgabe: Coyote Waits. Harper & Row, New York 1990, ISBN 0-06-016370-4
- Deutschsprachige Ausgaben[3]: Der Kojote wartet:
  - 1. Auflage: Goldmann Verlag, München 1992. ISBN 3-442-30421-0
  - 2. Auflage: Goldmann Verlag, München 1994 (?). ISBN 978-3-442-42379-8
  - Rowohlt Taschenbuch Verlag, Reinbek bei Hamburg 2000. ISBN 978-3-499-43377-1
  - Rowohlt Repertoire, Reinbek bei Hamburg 2017. ISBN 978-3-688-10125-2

### Andere Medien
- 1. Auflage: Rowohlt Verlag, Reinbek bei Hamburg 2017. URN: urn:nbn:de:101:1-20170418291 (E-Book)